# Sideshow Bob
Robert Onderdonk Terwilliger, beter bekend onder zijn artiestennaam Sideshow Bob, is een personage uit de animatieserie The Simpsons. Zijn stem wordt gedaan door Kelsey Grammer, die in 2006 een Emmy Award kreeg voor de rol.
Sideshow Bob was ooit de assistent van Krusty the Klown in diens televisieshow. Later ontwikkelde hij zich tot een van de schurken uit de serie. Bob is een moordlustige maniak, die bekendstaat om zijn abnormaal grote voeten, zijn wilde rode haar en zijn onvermogen om daadwerkelijk iemand te doden. Hij is de aartsvijand van Bart Simpson, daar Bart hem al meerdere malen heeft ontmaskerd.

## Biografie
Bob had nooit de droom om in de showbizz te gaan werken. Zijn broer Cecil deed auditie voor de rol van Krusty’s assistent, maar Krusty vond Bob geschikter.
Bob werd altijd overschaduwd door Krusty in diens shows, en was vaak het slachtoffer van de slapstickgrappen die Krusty uithaalde. Uiteindelijk knapte er iets bij hem, en schoof hij Krusty een roofoverval in de schoenen. Daarna nam hij zelf de show over, en veranderde deze geheel naar zijn eigen ideeën. Zijn carrière was maar van korte duur aangezien Bart Simpson hem ontmaskerde, en Bob zelf naar de gevangenis ging.
Sindsdien heeft Bob in de serie de rol van een terugkerende schurk gekregen. Een typische Sideshow Bob aflevering draait om Bob die uit de gevangenis ontsnapt of wordt vrijgelaten, en meteen een plan gaat smeden om iemand te vermoorden. Meestal heeft hij het op Bart of Krusty voorzien, maar soms ook andere inwoners van Springfield. Deze plannen worden vervolgens verhinderd door Bart, vaak geholpen door Lisa.
Eenmaal had Bob meer de rol van antiheld dan van schurk. In de aflevering The Great Louse Detective moest hij helpen een crimineel op te sporen die het op Homer Simpson had voorzien. In deze aflevering kreeg Bob eindelijk de kans om Bart te vermoorden, maar kon het toch niet over zijn hart verkrijgen. Volgens eigen zeggen was hij gehecht geraak aan Barts gezicht.
Bob was korte tijd getrouwd met Selma Bouvier, die hij ook probeerde te vermoorden. Ergens voor 2005 was hij ook al getrouwd met een Italiaanse vrouw, met wie hij een zoon kreeg: Gino.
Bob heeft verschillende talenten. Zo spreekt hij Sanskriet, Frans, Duits, Spaans en Italiaans, is goed in acrobatiek, leest Alexandre Dumas père, citeert Boeddhistische filosofie en lijkt zeer intellectueel te zijn. Bob was korte tijd burgemeester van Springfield, en kan gehele opera’s van Gilbert en Sullivan zingen. De reden dat hij de baan als Krusty’s assistent accepteerde was omdat hij een kinderprogramma van hoge kwaliteit wilde maken.
Bob heeft verschillende tatoeages op zijn lichaam, waaronder een die luid 'Die Bart Die' (Engels voor "Sterf Bart Sterf", hoewel Bob zelf beweert dat het Duits is voor "De Bart De"). Op zijn borst heeft hij een tatoeage van Barts onthoofde lichaam. De tatoeages op zijn vingers zijn een parodie op die van Robert Mitchums personage in The Night of the Hunter.
Eenmaal wilde Bob een nieuwe start maken en werd burgemeester van een dorpje in Toscane. Hier ontmoette hij ook zijn Italiaanse vrouw.

## Sideshow Bob afleveringen
Sideshow Bob is een uniek personage in The Simpsons, daar hij maar in een paar afleveringen mee heeft gedaan, maar in die afleveringen duidelijk de ster is. Hij verschijnt maar zelden als een achtergrondpersonage in andere afleveringen. Sinds zijn debuut bevat elk seizoen van de serie minimaal 1 aflevering gewijd aan Sideshow Bob.
- Krusty Gets Busted: Bobs debuut als een schurk. Hij laat iedereen denken dat Krusty de Kwik-E-Mart heeft beroofd, en neemt zelf de show over.
- Black Widower: Selma begint een relatie per post met Bob, en zodra Bob vrij is trouwen ze. Op hun huwelijksreis blijkt dat Bob Selma wil vermoorden zodat hij het geld van haar verzekering kan opstrijken.
- Cape Feare: Bart ontvangt een paar dreigbrieven geschreven met bloed. Kort hierna krijgt Sideshow Bob verlof. De Simpsons gaan in het getuigenbeschermingsprogramma om aan Bob te ontkomen. Deze aflevering is een parodie op de 1991 remake van de thriller Cape Fear uit 1962.
- Sideshow Bob Roberts: Sideshow Bobs conservatieve standpunten maken dat de Republikeinen hem bevrijden en hem tot burgemeester willen maken. Bob gebruikt zijn nieuwe machtspositie om de Simpsons te terroriseren.
- Sideshow Bobs Last Gleaming: Sideshow Bobs haat voor televisie maakt dat hij een atoombom steelt van de luchtbasis van Springfield. Hij dreigt de bom op Springfield te gooien als Krusty’s show niet voorgoed wordt stopgezet.
- Brother from Another Series: Sideshow Bob komt uit de gevangenis en wordt ingedeeld bij een werkprogramma opgezet door zijn broer Cecil. Het werkproject is bedoeld om de dam van Springfield te verbeteren. Iedereen vreest dat Sideshow Bob deze kans zal aangrijpen om de dam te verwoesten, maar uiteindelijk blijkt Cecil zelf degene te zijn die dit van plan is.
- Day of the Jackanapes: Krusty the Clown besluit met zijn show te stoppen omdat hij de tv-netwerk directeuren zat is. Ondertussen ontdekt Bob dat Krusty alle oude afleveringen waar Bob in mee deed heeft laten vernietigen om zo Bobs bestaan te verbergen. Dit maakt dat hij weer met een "vermoord Krusty" plan komt. Hij hypnotiseert Bart om een aanslag op Krusty te plegen.
- The Great Louse Detective: Homer Simpson wordt het slachtoffer van meerdere aanslagen op zijn leven. Chief Wiggum besluit om een Hannibal Lecter-achtig experiment uit te voeren, en een crimineel in te zetten om Homers aanvaller te ontmaskeren. Deze crimineel is niemand minder dan Sideshow Bob.
- The Italian Bob: De Simpsons bezoeken een klein Italiaans dorpje, en ontdekken dat Sideshow Bob de burgemeester is. Hij is geëmigreerd, en heeft nu een vrouw en kind. Niemand in het dorp weet af van Bobs criminele leven in Amerika, en Bob smeekt de Simpsons om het niemand te vertellen. Uiteindelijk komt de waarheid toch aan het licht, en komen Bobs oude moordlustige neigingen weer boven.
- Funeral for a Fiend: Bob keert terug naar Springfield, en komt blijkbaar om het leven wanneer hij niet tijdig zijn hartmedicijnen inneemt. In deze aflevering duikt Bobs broer weer op, evenals Bobs vader. Aan het eind van de aflevering worden Bob en zijn hele familie gearresteerd.
- Wedding for Disaster: wanneer Homer spoorloos verdwijnt vlak voor zijn derde huwelijk met Marge, is Bob de hoofdverdachte. Hij blijkt echter onschuldig.
- The Bob Next Door: Bob ontsnapt uit de gevangenis door zich via plastische chirurgie te vermommen als zijn celgenoot, Walt Warren, die vrijgelaten zou worden. Hij koopt een huis naast dat van de Simpsons zonder dat zij weten wie hij werkelijk is.
- The Man Who Grew Too Much: Bob blijkt hoofd te zijn geworden van een bedrijf dat aan genetische modificatie doet, na hier aanvankelijk een baantje als proefpersoon te hebben genomen. Hij heeft het onderzoek van het bedrijf gebruikt om zichzelf bovenmenselijke vaardigheden te geven.
- Treehouse of Horror XXVI: In het eerste segment, "Wanted: Dead, then Alive", slaagt Bob er eindelijk in Bart te vermoorden. Hij ontdekt echter al snel dat zijn leven nu weinig meer voorstelt, en probeert onder andere een baantje aan de universiteit te krijgen om weer wat invulling te geven aan zijn bestaan. Wanneer dat niks wordt, brengt hij Bart weer tot leven zodat hij hem eindeloos opnieuw kan vermoorden.

## Trivia
- De meeste van Bobs plannen werden ook door Lisa Simpson gestopt. Toch lijkt Bob geen wraak te willen nemen op haar.
- Bob is een van de weinige Simpson personages die geen standaard kleding heeft. In de meeste afleveringen draagt hij andere kleding, afhankelijk van de omstandigheden.
- Bobs gevangenisnummer is 24601, het nummer van Jean Valjean als gevangene in Les Misérables.
- Een 'running gag' in de serie is dat Bob in de meeste afleveringen een hark in zijn gezicht krijgt waarna hij altijd kort gromt.
- Sideshow Bob is gebaseerd op het personage Frasier Crane uit de sitcoms Cheers en Frasier, die gespeeld wordt door de stemacteur van Bob. Ook zijn er vaak verwijzingen naar Frasier.